# IC 1726
IC 1726 је галаксија у сазвјежђу Рибе која се налази на листи објеката дубоког неба у Индекс каталогу.
Деклинација објекта је + 4° 37' 9" а ректасцензија 1h 45m 19,6s. Привидна величина (магнитуда) објекта IC 1726 износи 13,6 а фотографска магнитуда 14,6. IC 1726 је још познат и под ознакама CGCG 412-25, UM 135, NPM1G +04.0057, PGC 6441.